# Linfócito T citotóxico

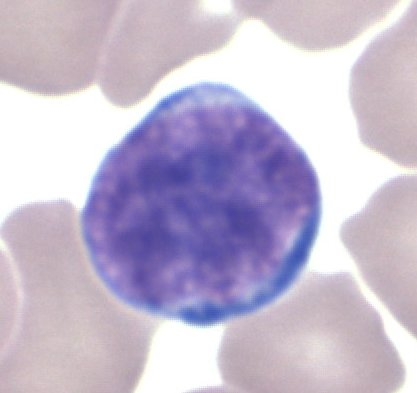
Linfócitos são leucócitos agranulócitos, mononucleados e parte do sistema imune específico.

Linfócito T citotóxico (LTC), Linfócito T Killer ou Linfócito T CD8+ é um linfócito estimulado pela timosina (por isso chamado de timo-dependente) para desenvolver a capacidade de matar células que exibem antígenos específicos identificados como ameaças ao corpo por outras células do sistema imune. 
Antígenos são exibidos por células tumorais, por células infectadas por vírus e por algumas bactérias ou por células danificadas de outra maneira. No caso de doenças auto-imunes o LTC pode acabar destruindo células saudáveis. As próprias células infectadas utilizam parte do patógeno para "avisar que precisam ser destruídas". Elas apresentam os antígenos em sua superfície externa usando uma estrutura chamada MHC tipo I.
Quando são expostos a células infectadas ou disfuncionais, os LTC libertam citotoxinas como perforina, granzima e granulisina. Através da ação da perforina, as granzimas e granulisinas entram no citoplasma da célula-alvo e desencadeiam uma cascata de eventos que eventualmente causam apoptose (morte celular programada). A afinidade dos receptores CD8+ com o MHC tipo I mantem as células ligadas durante a ativação dos antígenos.